# Anna Lindström
Anna Julia Ingrid Lindström, född 23 maj 1981 i Hogstad i Östergötland, är en svensk vokalist, låtskrivare, musikproducent, musikjournalist och DJ. Hon driver sitt eget skivbolag, Birdtown Records. Hon är sedan 2018 verksam som soloartist under namnet "Anna & the Sea". Hon debuterade som soloartist år 2018 med EP-skivan Söräng..
Mellan januari 2011 och december 2016 var Anna Lindström DJ för radioprogrammet Musikguiden i P3 Med High Life och sedan 2014 har hon regelbundet gästat Klingan och Folkmusiken i P2 som programledare och DJ.. 2016 debuterade hon som skribent för musikmagasinet Lira Musikmagasin.

## Diskografi
- Lake Como, singel (2018)
- The Sun Is Shining for You, singel (2018)
- Söräng, EP (2018)
- Love Hangover, singel (2018)
- Will You Let Me Wear Your Shirt Tonight, singel (2019)

## Medmusiker på Söräng EP
- Peter Morén - gitarr, elbas
- Ola Hultgren - trummor, slagverk
- Nils Berg - tvärflöjt, basklarinett
- Hanna Ekström - violin
- Anna Dager - cello
- Fredrik Hermansson - piano